# زمزريق أثيبي
الزمزريق الأثيبي أو أرجوان العرب أو الخزريق أو السجريق أو الزمزريق أو الأرجوان (الاسم العلمي: Cercis siliquastrum) نوع نباتي شجري من جنس الزمزريق من الفصيلة البقولية. ينمو كنوع مرافق لغابات السنديان في حوض البحر الأبيض المتوسط و هو يلعب دور مهم في النظام البيئي حيث تعد أزهاه مرعى مهم للنحل و الفراشات في أول الربيع من شهر آذار و تأكل حيوانات الغابة العاشبة مثل الغزلان أوراقه و قرونه الغنية بالبروتين و تقوم جذوره بتخصيب التربة و تثبيتها 

## الموئل والانتشار
موطنها بلاد الشام وتركيا وشمال حوض البحر الأبيض المتوسط.

## مرادفات للاسم العلمي
- (باللاتينية: Siliquastrum orbicularis Moench)

## معرض الصور

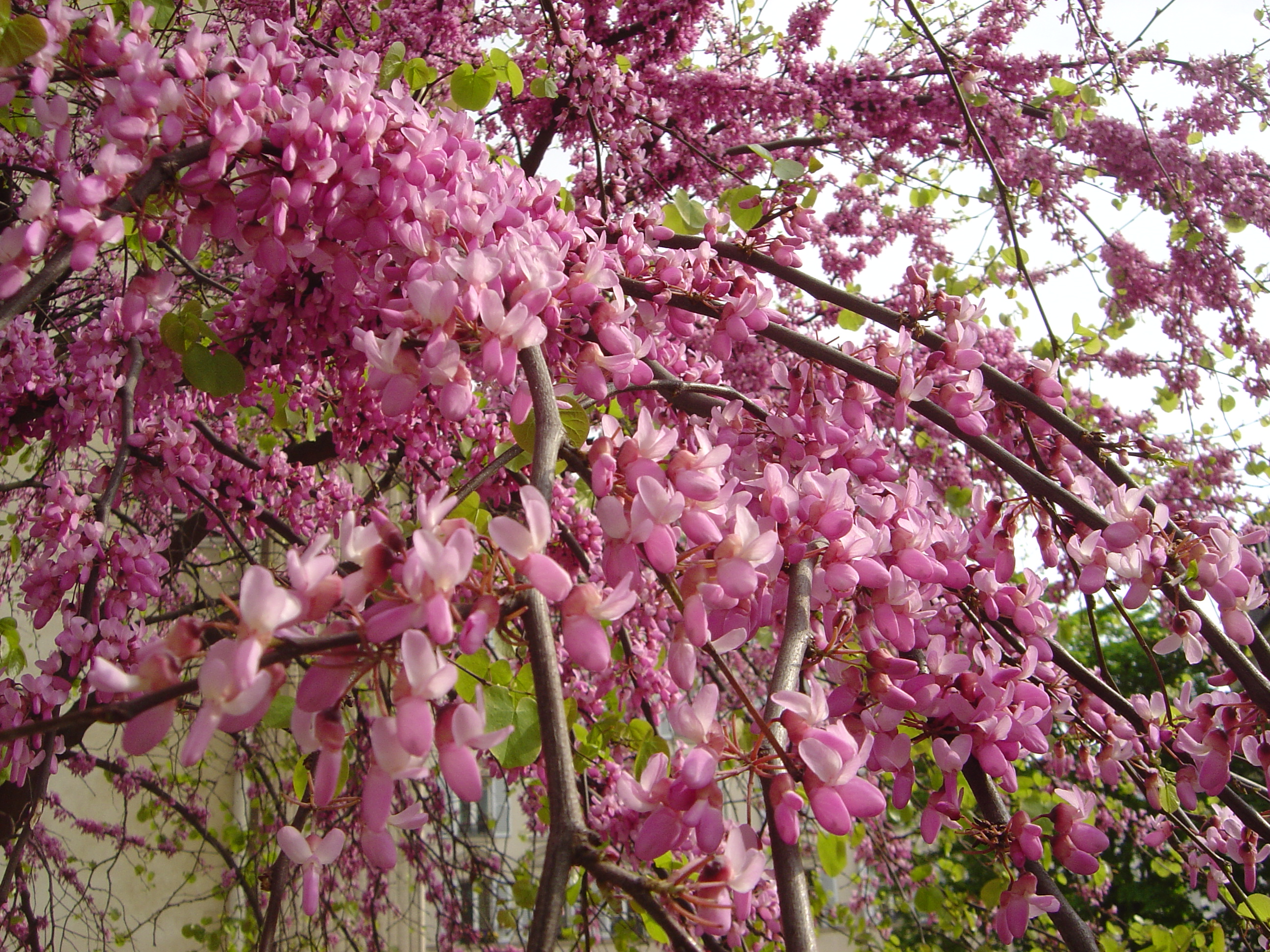
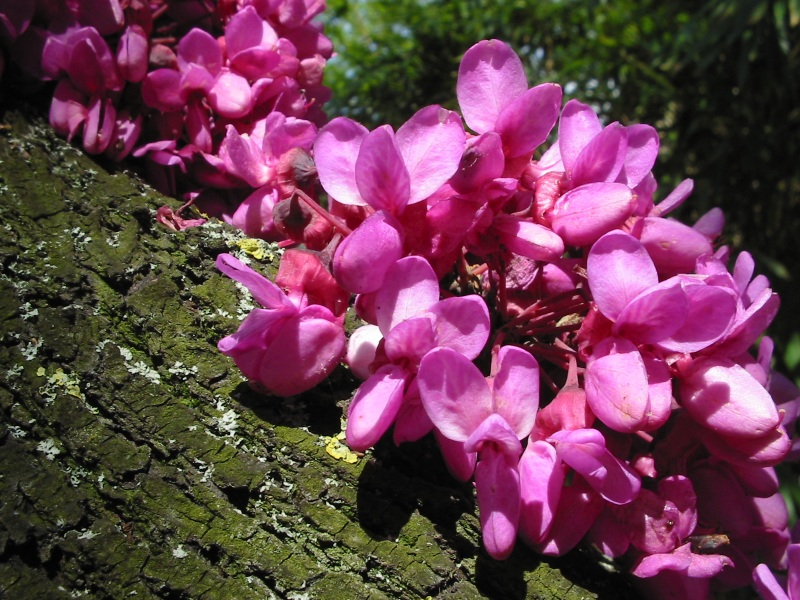
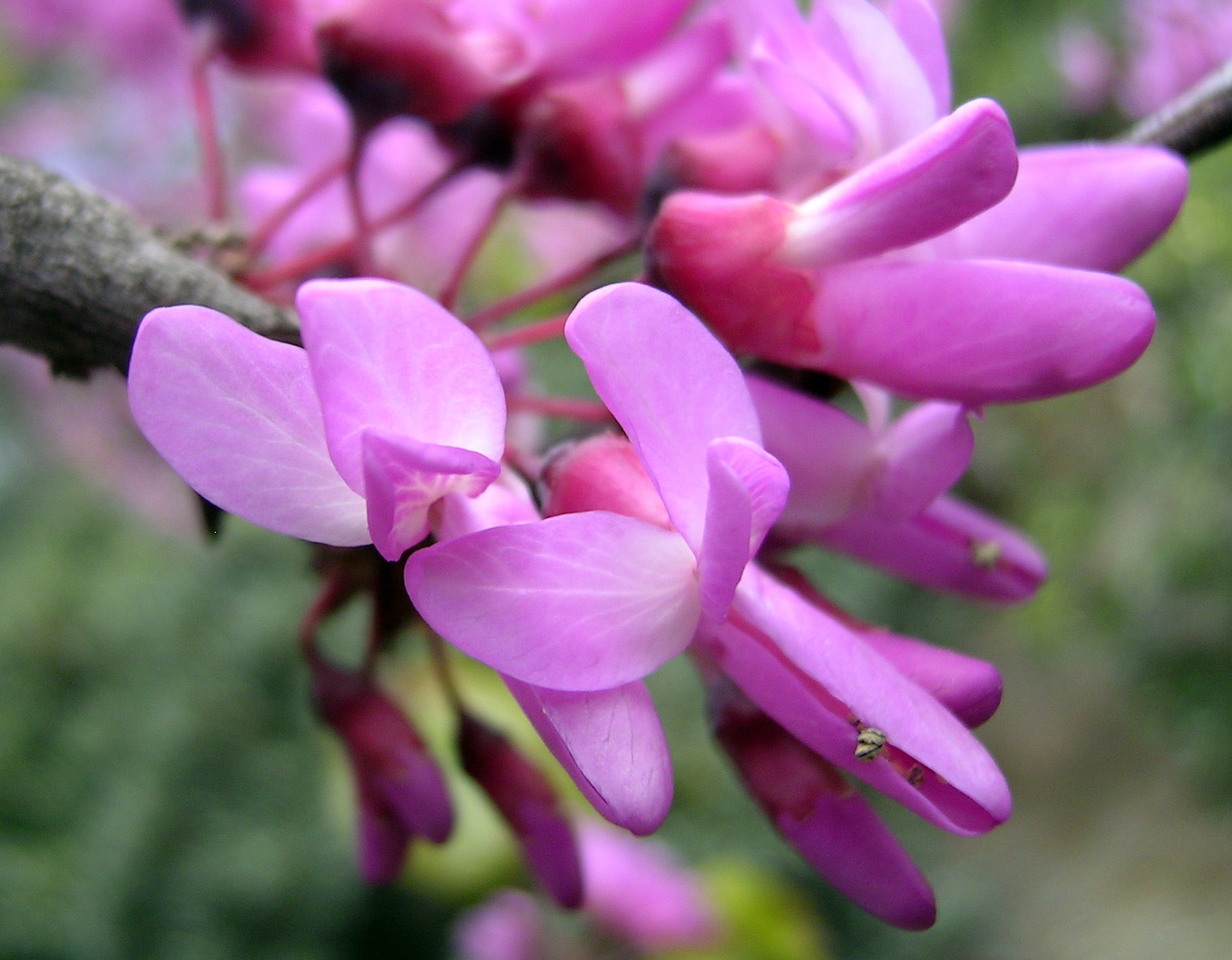
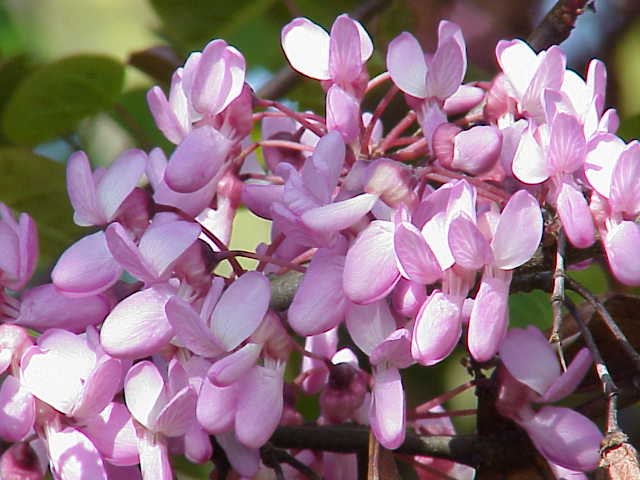
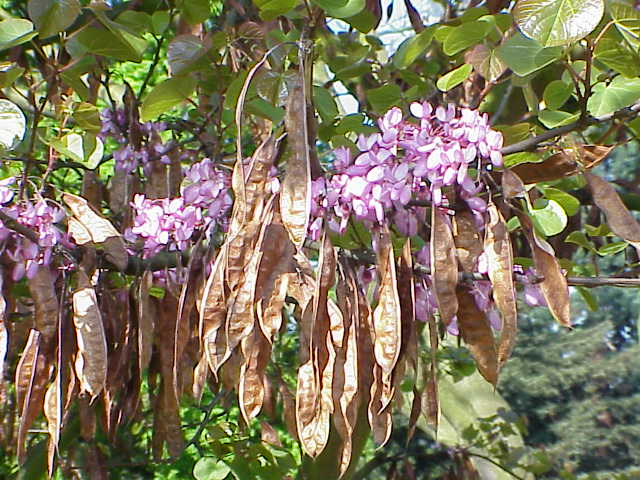
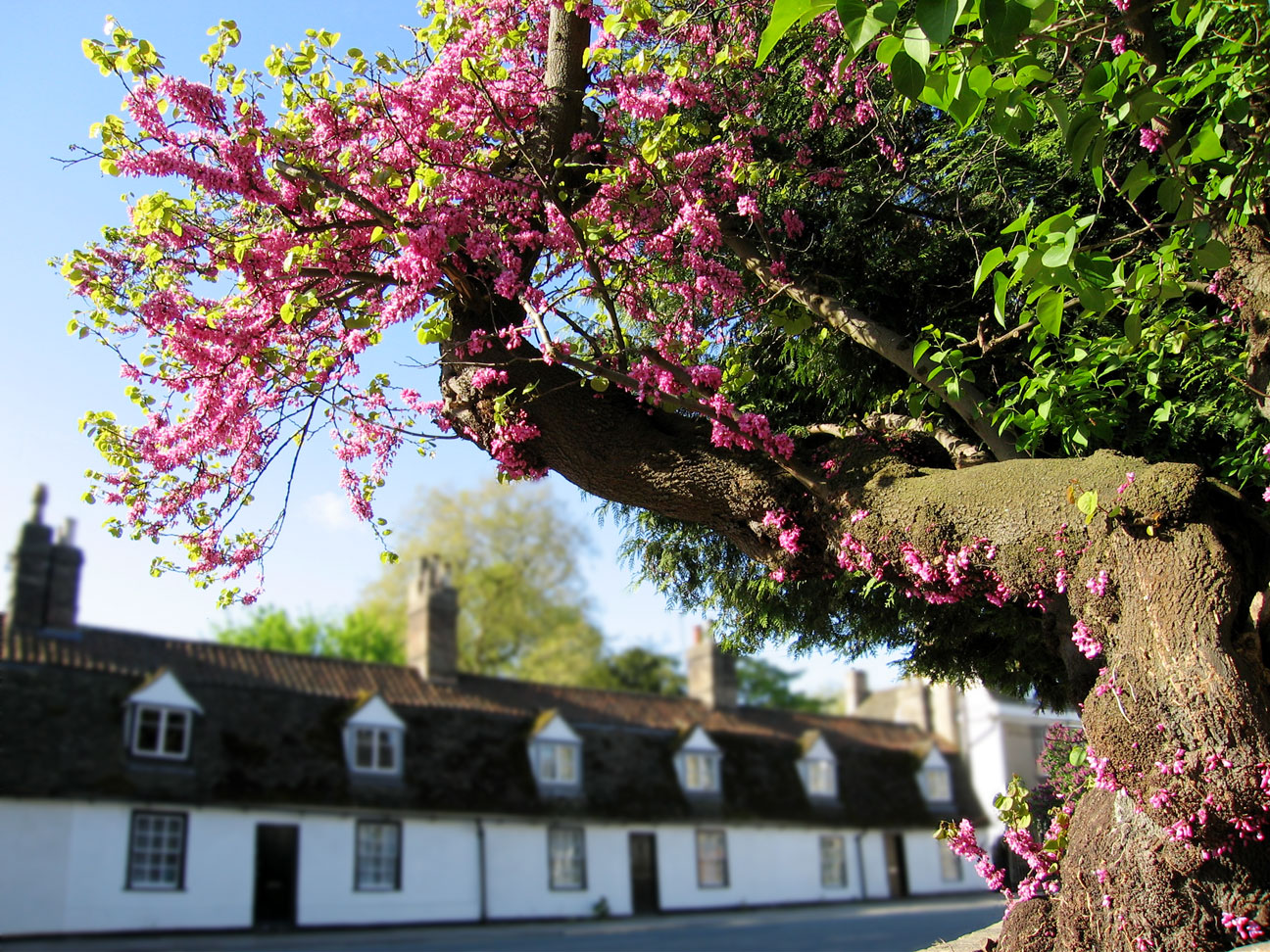
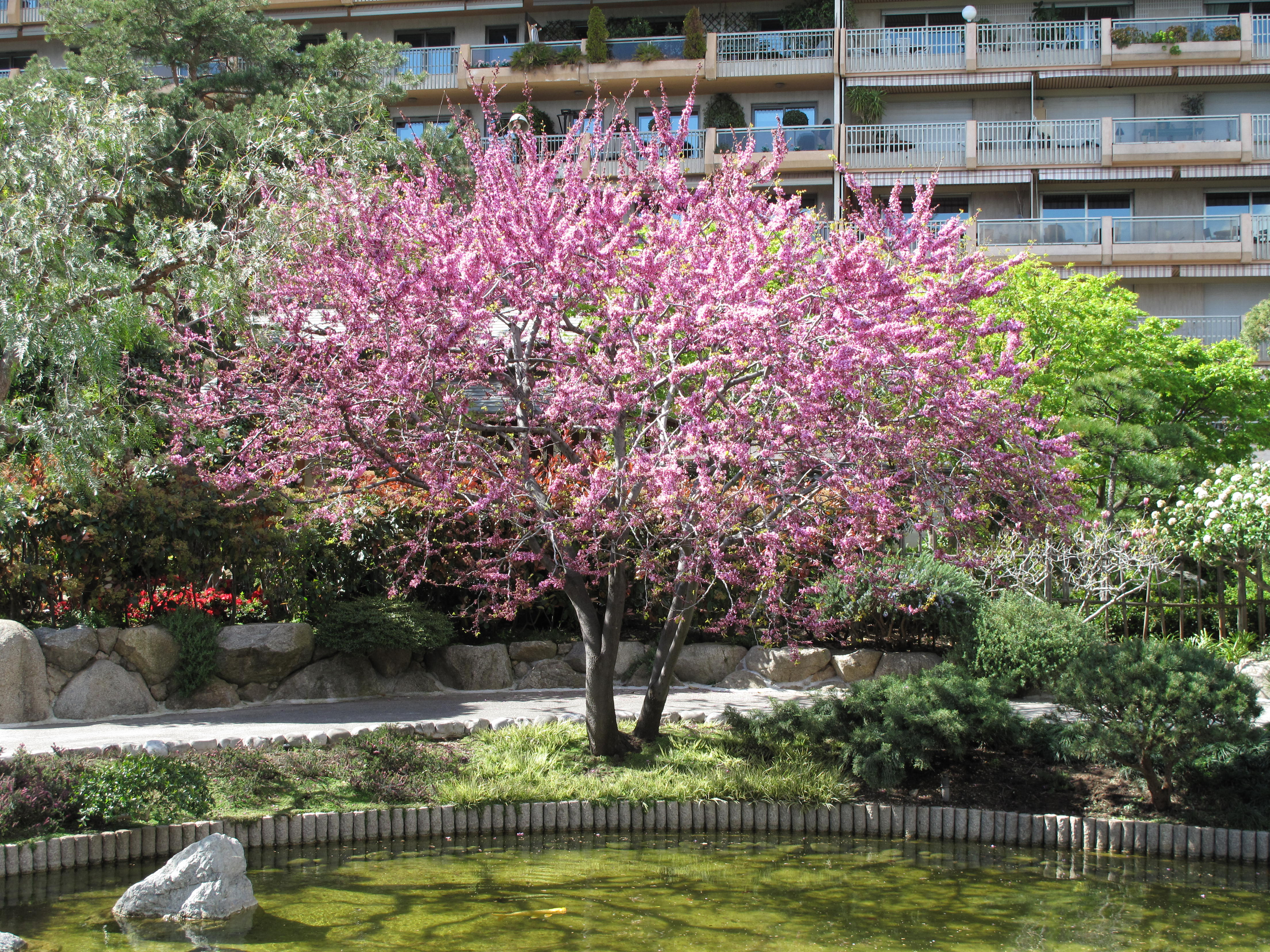
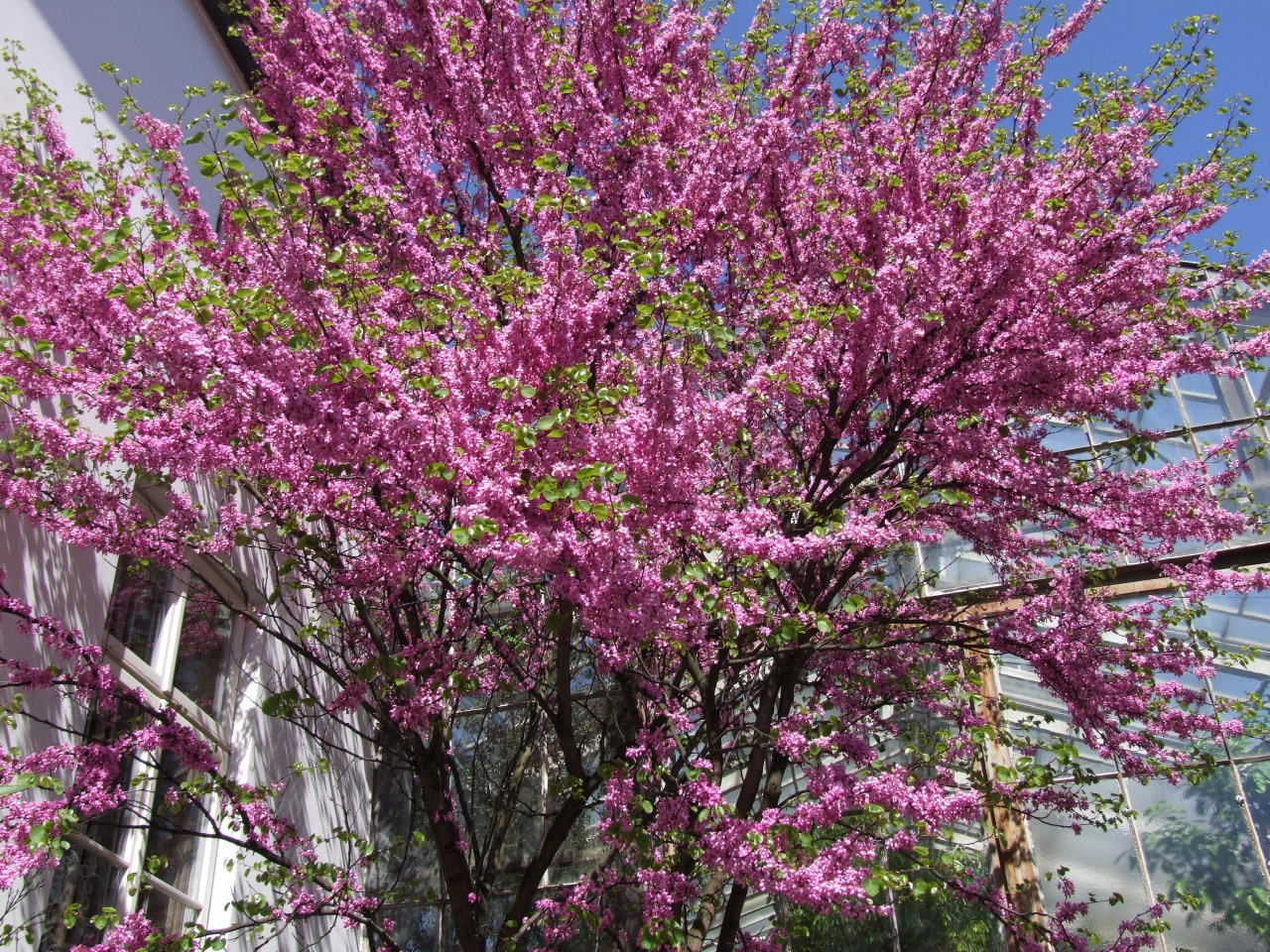
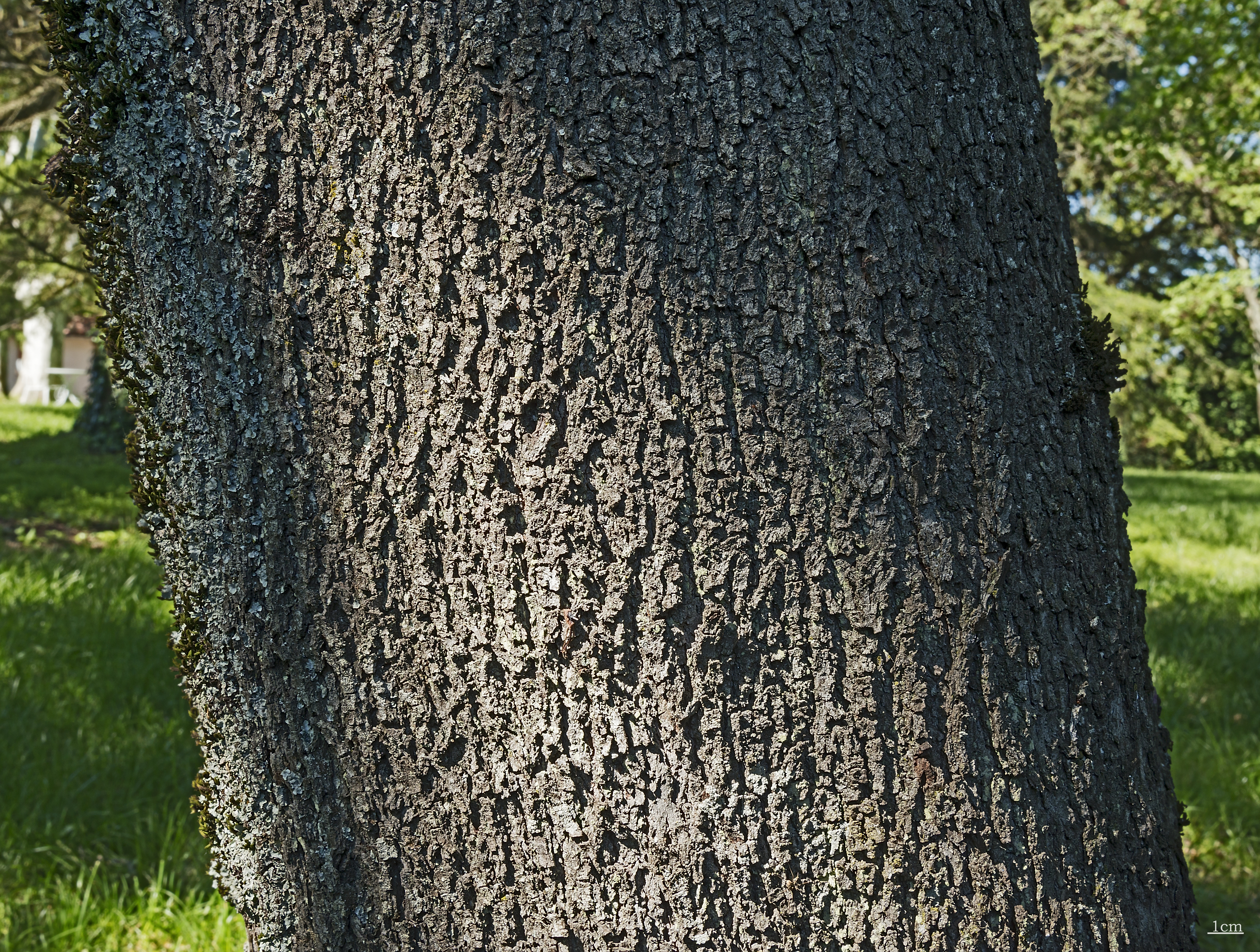
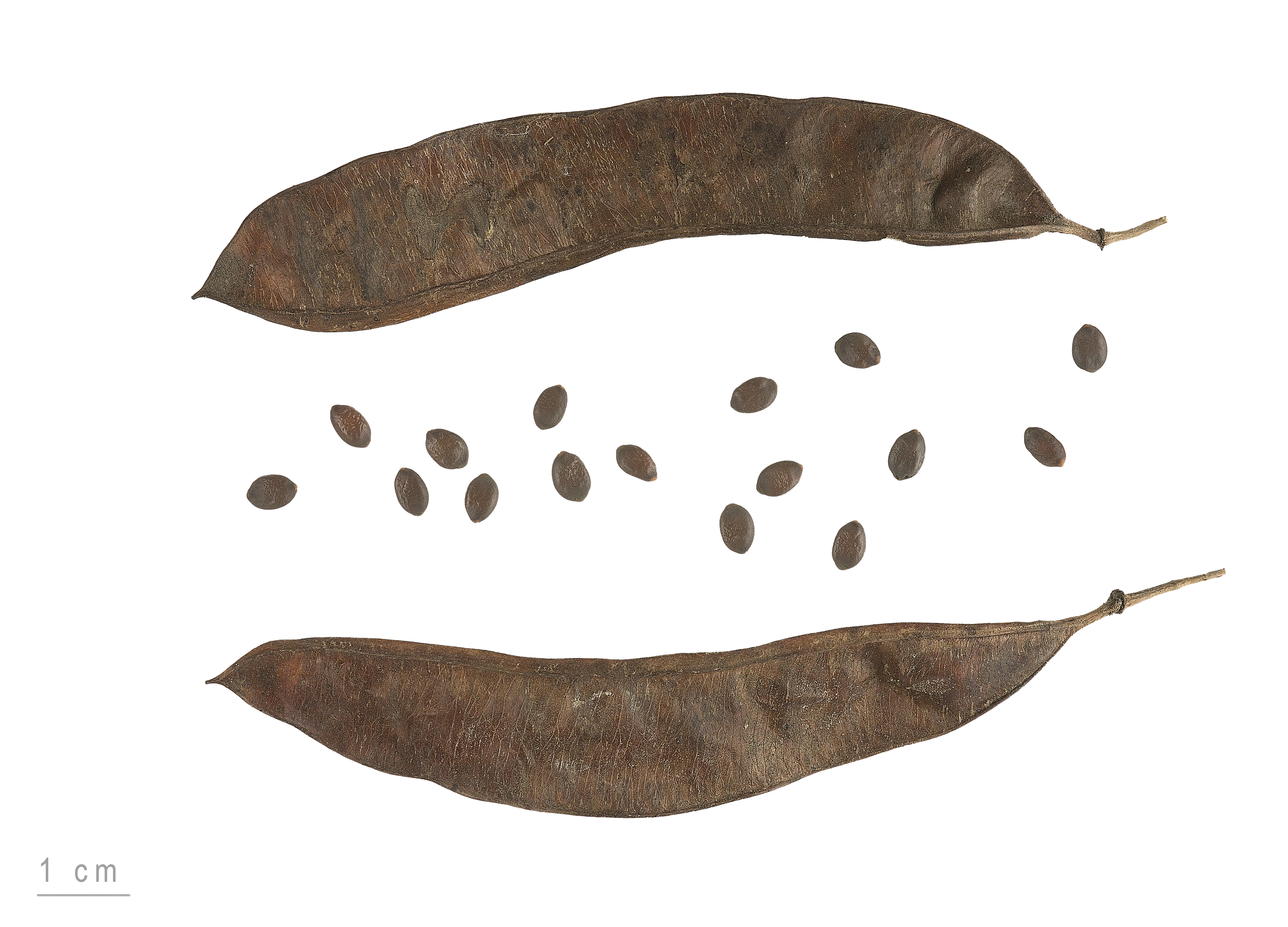
Cercis siliquastrum - Museum specimen